# Jeziorki (powiat pilski)
Jeziorki (niem. Stüsseldorf) – wieś w Polsce położona w województwie wielkopolskim, w powiecie pilskim, w gminie Kaczory.
W latach 1975–1998 miejscowość należała administracyjnie do województwa pilskiego.
W okresie międzywojennym w miejscowości stacjonowała placówka Straży Granicznej I linii „Jeziorki”.